# Маршалл Маклуен
Ге́рберт Ма́ршалл Маклу́ен (англ. Herbert Marshall Mcluhan, 21 липня 1911 — 31 грудня 1980) — канадський філософ, філолог, літературний критик, дослідник впливу медіа як засобів комунікації на аудиторію.
Здобув широку популярність завдяки дослідженню впливу засобів електронної комунікації на формування людини і суспільства, зокрема, концепції глобального села. Його ідеї мають важливе значення для розуміння розвитку сучасної цивілізації як глобального суспільства, яке «абсолютно забезпечує неузгодженість за всіма питаннями», теоретик медіа-арту.

## Життєпис
Маршалл Маклуен народився 21 липня 1911 р. в місті Едмонтон (адміністративний центр провінції Альберта, Канада) в методистській родині. Маршалл — це родинне ім'я, яке використовувалося в повсякденному спілкуванні.
Його батьки, Елсі Наомі (англ. Elsie Naomi) і Герберт Ернст (англ. Herbert Ernest), народилися і все життя прожили в Канаді. Окрім Маршалла в них був ще один син — Моріс, який народився в 1913 р. Мати Маклуена спочатку була вчителькою в баптистській школі, а потім акторкою. До початку Першої світової війни родина мешкала в Едмонтоні, де батько Маклуена мав невелику справу в торгівлі нерухомістю. З початком війни батько був мобілізований в канадську армію, де прослужив близько року.
В 1915 році родина Маклуенів переїхала до міста Вінніпег, адміністративного центру провінції Манітоба.
В 1928 р. Маршалл Маклуен вступив до університету Манітоби (Вінніпег, Канада), де в 1933 р. отримав диплом бакалавра з інженерної спеціальності (електротехніка), а в 1934 р. — диплом магістра з англійської літератури (English studies). Під час навчання почав публікувати невеликі замітки в періодичній пресі.
Так, вже в 1930 р. в студентській газеті університету Манітоби з'явилася перша стаття Маклуена під назвою «Макалуей — ось це людина». Інтерес, що посилився, до англійської літератури спонукав його в 1934 поступити в коледж Триніті Голл (Trinity Hall) Кембриджського університету (Англія). Там він навчався під керівництвом відомих представників нового критицизму І. А. Річардса (I. A. Richards) і Ф. Р. Лівіса (F. R. Leavis).
В 1936 р. отримав диплом бакалавра Кембриджського університету і після повернення до Північної Америки почав викладацьку діяльність в Університеті Вісконсина (Медісон, США) на посаді асистента.
В 1937 році Маршалл Маклуен прийняв католицтво. З 1937 року по 1944 (з невеликою перервою в 1939-1940 роках, коли він від'їздив до Кембриджа, щоб отримати ступінь магістра (отримав у 1940 році)) викладав англійську літературу в Католицькому університеті Сент-Луїса (Сент-Луїс, США). Там він познайомився зі своєю майбутньою дружиною Коріною Льюїс — вчителькою, яка прагнула стати акторкою. Маршалл та Коріна одружилися в 1939 році, їхній шлюб був щасливим. Вони виростили шістьох дітей.
В грудні 1943 року Маклуен здобув ступінь доктора наук, захистивши дисертацію під назвою «Місце Томаса Неша в книжковій культурі його часу» (The Place of Thomas Nash in the Learning of his Time). Після цього в 1944 році Маклуен повертається до міста Віндзор, провінція Онтаріо. Переїхавши до Торонто в 1946 році, починає викладати в католицькому коледжі Святого Михаїла в Університеті Торонто. З цим університетом пов'язані основні наукові і творчі досягнення Маршалла Маклуена. Саме там 1952 року він стає професором і видає більшість своїх книг. Великий вплив на напрямок наукових досліджень Маклуена мало знайомство з колегою по університету, відомим канадським економістом Гарольдом Іннісом (Harold Innis). В 1953-1955 роках Маклуен був керівником семінарів з культури і комунікацій, які проводилися при підтримці Фонду Форда. Потім 1963 року заснував Центр культури і технології.
Наукова і публіцистична діяльність Маршалла Маклуена отримала велике визнання. 1964 року він став членом Королівського наукового товариства Канади, а в 1970 році — кавалером Ордена Канади. 1975 року був призначений радником Комісії з громадських зв'язків Ватикана.
Наприкінці 60-х років здоров'я Маклуена почало стрімко гіршати. 1967 року він пережив операцію видалення пухлини мозку, в 1979 році — інфаркт. Маршал Маклуен помер 31 грудня 1980 року в Торонто.

## Основні роботи

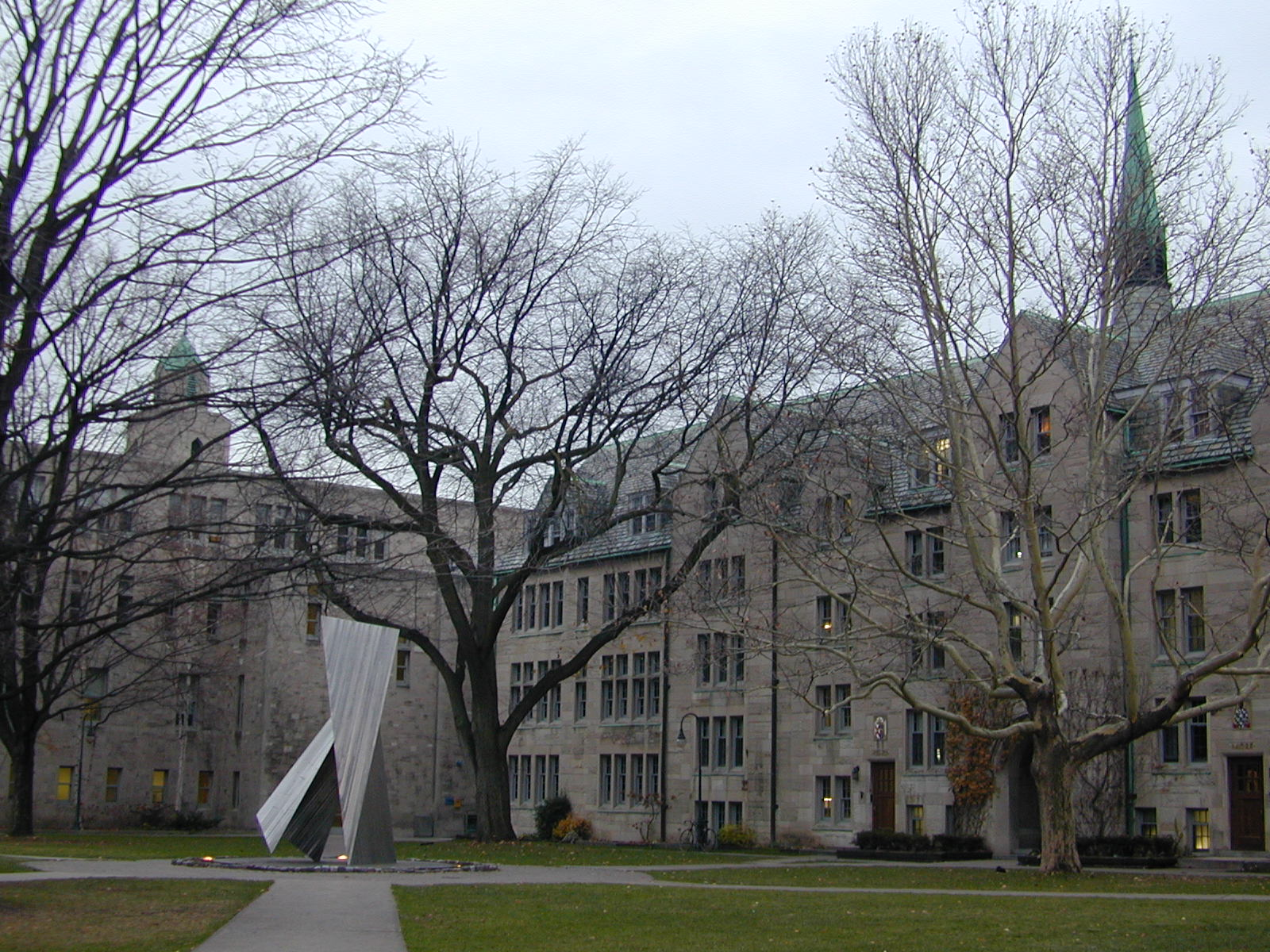
Коледж Св. Михаїла університету Торонто. Скульптура в центрі символізує Св. Михаїла.

Маршалл Маклуен є автором багатьох статей і книг, багато з яких написані в співавторстві. Серед основних робіт, які вийшли окремими виданнями, варто відзначити такі: «Механічна наречена: Фольклор індустріальної людини» (1951), «Галактика Ґутенберґа: Становлення людини друкованої книги» (1962), «Розуміння медіа: Зовнішні розширення людини» (1964), «Медіа — це повідомлення: перелік наслідків» (1967, в співавторстві з Квентіном Фіоре), «Війна і мир в глобальному селі» (1967, в співавторстві з Квентіном Фіоре), «Від кліше до архетипу» (1970, у співавторстві з Вілфредом Ватсоном), «Місто як навчальна аудиторія» (1977, у співавторстві з Кетрін Хатчон і Еріком Маклуеном)
Погляди і напрямок досліджень Маршалла Маклуена пройшли певну еволюцію. Якщо на ранніх етапах діяльності його можна віднести до «традиційних» літературознавців, які піддають критиці сучасне суспільство, ставлячи йому за вину занепад інтересу до класичної літератури, пасивність мас, технологічну маніпуляцію їхньою свідомістю тощо, то надалі критичний пафос зник. Починаючи з 50-х років Маклуен «запропонував вивчати масову культуру в її власних термінах, а не з точки зору традиційної культури. Культурі було дано визначення системи комунікацій, і Маклуен відмовився від аналізу інтелектуального і морального змісту культури, тобто від якісного, ціннісного підходу». При цьому, Маклуену вдалося зробити незвично цікаві спостереження в області впливу електронних засобів масової комунікації на сучасне суспільство. Дивним чином літературний критик став одним з найавторитетніших авторів в області теорії комунікації.
В кожній його роботі можна чітко відслідкувати три основні напрямки. Перший напрямок присвячений мистецтву, який можна розглядати як процес пізнання, що належить до символічних засобів. Їх ми можемо спостерігати в дуже різних джерелах — це може бути як твір мистецтва, так і реклама. Другий напрямок пов'язаний з тим як використовується технологія для розширення можливостей людини, суть цього напрямку полягає в тому, що практично будь-яке повідомлення за змістом перебуває під впливом технологій, які потім використовуються для розповсюдження інформації. Третій напрямок — це переконання Маклуена в тому, що людський розвиток пройшов дві епохи, одна з яких примітивна, друга — індустріальна, третя — технологічна.

### Механічна наречена: Фольклор індустріальної людини (1951)
Перша велика робота Маршала Маклуена стала однією з перших у галузі дослідження популярної культури. Цікавість до критичного дослідження поп-культури була викликана книгою відомого британського літературного критика і культуролога Френка Левіса «Культура і навколишнє середовище» (1933 року). Також великий вплив на нього мав американський соціолог Девід Рісмен, який консультував Маклуена з проблеми суспільства споживання. Назву книги «Механічна наречена» було взято з п'єси дадаїста Марселя Дюшана.
Як і всі наступні роботи, перша книга Маршала Маклуена написана в «мозаїчному» стилі. Вона складається з невеликих розділів, які зовсім не обов'язково читати послідовно. Справа в тому, що «для дослідження свого предмета — «масова культура і масові комунікації»— Маклуен використовує його мову і стиль». Оскільки основною формою подачі інформації в сучасних ЗМІ є колаж або, в термінах Маклуена, мозаїка, то такий стиль викладення використовується у всіх його роботах. Саме тому на одній сторінці наукових робіт Маклуена можна зустріти цитати з Шекспіра і бульварної газети.
Маклуен у вступі до книги вказує на те, що сучасний фольклор є продуктом інтелектуальної діяльності величезної армії професіоналів: рекламних агентів, письменників, сценаристів, художників, режисерів, дизайнерів, журналістів, вчених тощо. Всі вони створюють у масовій свідомості перманентне відчуття недостатності і нестачі різноманітних матеріальних і нематеріальних об'єктів. Стан «незадоволеності» в масовій свідомості необхідний для підтримки масового споживання і розвитку капіталістичної економіки. Особливу увагу при цьому набуває форма подачі інформації: процес одночасного аудіовізуального враження має таку силу, що глядач просто не може раціонально мислити і критично сприймати цю інформацію. Задача Маклуена в цій книзі зводиться до показу прихованих форм впливу на масову свідомість у різних формах масової комунікації: рекламі, телевізійних передачах, кіно тощо.
Кожна глава книги є окремим твором і присвячена аналізові того чи іншого аспекту популярної культури. Один з розділів, «Механічна наречена», дав назву всій книзі. В ньому Маклуен розглядає проблему взаємозв'язку сексу і технологій в сучасній культурі. Як приклад наводиться реклама колготок «На п'єдесталі». В цій рекламі показано ноги в колготках, які стоять на п'єдесталі, а людського тіла нема. Маклуен вказує, що це типовий прийом рекламного бізнесу: акцент на товарі чи послузі, що продається. Як наслідок «значення сексу ненормально перебільшується, завдяки використанню ринкових механізмів і техніці індустріального виробництва… Ставлення до сексу, як поведінкової проблеми, яке редукує сексуальний досвід до рівня механічних і гігієнічних проблем, побічно присутнє і проявляється у всьому. Це робить неминучим розлад між фізичним задоволенням і функцією відтворення потомства, а також є причиною гомосексуальності».

### Галактика Ґутенберґа: Становлення людини друкованої книги (1962)
Книга «Галактика Ґутенберґа» здобула премію уряду Канади і зробила ім'я Маклуена відомим у колі наукової спільноти. В цій книзі Маклуен намагався дати відповідь на питання: яким способом комунікаційні технології (переважно писемність і книгодрукування) впливають на організацію когнітивних процесів у суспільстві. Багато в чому цю роботу слід розглядати як продовження дослідження Гарольда Інніса. Маклуен відкрито заявляє, що Інніс «став першою людиною, яка випадково відкрила процес змін, які супроводжують появу засобів масових комунікацій та іманентно властивий їм. «Галактика Ґутенберґа» є, за власним визнанням Маклуена, детальними примітками до роботи Інніса».

#### Етапи розвитку цивілізації за Маклуеном
- первісна дописьменна культура з усними формами зв'язку і передачі інформації, заснована на принципах колективного способу життя, сприйняття і розуміння довколишнього світу;
- писемно-друкована культура («Галактика Ґутенберґа»), епоха дидактизму і націоналізму, яка замінила природність і колективізм індивідуалізмом, деколективізацією і детрайбалізацією (від англ. tribe — плем'я);
- сучасний етап «глобального села», який відроджує природне аудіовізуальне, багатовимірне сприйняття світу і колективність, але на новій електронній основі — через заміщення писемно-друкованих мов спілкування радіотелевізійними і мережевими засобами масових комунікацій[22].

### Розуміння медіа: Зовнішні розширення людини (1964)
Книга Маршалла Маклуена «Розуміння медіа» стала одним з перших досліджень у галузі медіа-екології. На думку Маклуена, ЗМІ повинні стати об'єктами дослідження самі по собі, незалежно від їх змісту (контенту). Основна ідея полягає в тому, що засіб масової інформації (комунікації) впливає на суспільство насамперед не своїм змістом, а тими характеристиками, які відрізняють його від інших ЗМІ. Найпростішим засобом масової інформації є електричне світло, яке створює навколишнє середовище шляхом простої присутності. «Електричне світло — це чиста інформація. Воно являє собою, так би мовити, засіб комунікації без повідомлення».
Електричне світло не містить жодного контенту, але тим не менше дозволило людям з користю використовувати нічний час і зробило економічну діяльність сучасного суспільства цілодобовою. Подібним чином телебачення, радіо, газети та інші засоби масової інформації чинять величезний і непередбачуваний вплив на розвиток суспільства самим фактом свого існування. Однак ці ефекти виявляються непоміченими через те, що дослідники насамперед цікавляться суттю передаваних повідомлень. Необхідність вивчення прихованих медіаефектів Маклуен сформулював у вигляді знаменитого висловлювання «Засіб передачі повідомлення сам є повідомленням» (The Medium is the Message).

#### Гарячі і холодні медіа
На думку Маклуена, всі ЗМІ можна розбити на дві великі групи. Основним критерієм класифікації виступає рівень залучення споживача інформації в процес комунікації. Інформація, яка передається за допомогою різних інформаційних носіїв, потребує різного ступеня залученості споживача. Оскільки основним результатом споживання інформації є видобування змісту, виділяють ЗМІ, які подають інформацію в зручній формі, що не потребує додаткових зусиль для осмислення, і незручній, яка потребує додаткових зусиль від споживача інформації. Так, телебачення безумовно є зручною формою споживання інформації, коли глядачу забезпечений максимальний комфорт і зручність. А от книги (особливо наукові) безумовно є не комфортними носіями інформації, які потребують від читача максимальної уваги і додаткового залучення уяви. Таким чином, існують «гарячі» медіа, які задіюють максимальну кількість механізмів сприйняття (аудіовізуальних), і «холодні» медіа, які використовують один, максимум два способи передачі інформації і змушують реципієнта напружувати уяву для «додумування» смислу інформації. Як приклад першого типу ЗМІ можна навести вже згадуване телебачення, а як другого — також згадувані книги.

### ЗМІ і є повідомленням: Перелік наслідків (1967) (англ.The Medium Is The Massage)
Коли ця книга з'явилася в продажі, багатьом здалося, що в останньому слові назви зроблено помилку, і справжньою назвою книги є відомий афоризм Маклуена «the medium is the message». Проте, за рахунок зміни однієї букви в слові «massage» з'явилося, як мінімум, два нових смисли: «засіб інформації як масаж» (можливо в розумінні "масаж для розуму") і «засіб інформації як вік (ера) мас» (Mass Age). Книга стала результатом співпраці Маклуена з відомим дизайнером і фотографом Квентіном Фіоре, який за допомогою колажів і фотографій оформив афоризми і основні ідеї Маклуена.

### Закони медіа (1988)
|               | Ми надаємо форми нашим інструментам і вони надають форми нам |
| — Джон Калкін |                                                              |

|               | We shape our tools and, thereafter, our tools shape us |
| — John Culkin |                                                        |

Ця книга вийшла вже після смерті Маршалла Маклуена на основі його робіт, її підготовкою до друку займався син Маклуена — Ерік Маклуен. Саме в ній узагальнюються результати робіт Маклуена за всіма трьома основними напрямками. Якщо спочатку автор хотів опублікувати лише другий том «Розуміння медіа», то в процесі своїх досліджень він вийшов за рамки, які сам для себе встановив і занадто розширив саму ідею книги. Однак, у цій роботі були встановлені чотири принципи, важливі для комунікаторів, а також дав уточнення для них і обмежив галузі використання. Важливо, що Маклуен розумів медіа не лише як засоби масової комунікації, він мав на увазі саме первинне значення цього слова — «посередник». І описував свої принципи з точки зору взаємодії (комунікації) об'єктів (людей, систем) через медіа одне з одним і з навколишнім середовищем. Ці чотири принципи були зображені таким чином:

Графічне відображення «Законів медіа» Маклуена — медіа-тетрада (Відновлення, Розширення, Перехід у протилежність, Застаріння — характеристика Медіа)

1. Кожна нова технологія впливає на розширення можливостей певного органа або певної здатності (Що посилює медіум?).
2. Якщо одна з частин вашого сприйняття посилюється, то за законом збереження енергії, інша частина послаблюється (Що медіум робить застарілим?).
3. Зміст у будь-якого медіа-засобу — це старий засіб передачі інформації, тобто хоч би яким новим був засіб передачі інформації, все одно він включає в себе стару форму (Що відновлює медіум з того, що застаріло раніше?).
4. Кожна форма схильна до самовдосконалення, якщо вона доведена до краю своїх можливостей (Як відіб'ється засіб на нас, коли він вичерпає свій можливості?).

Формулюючи ці «закони», М. Маклуен наполягав на тому, що визначення «закону» відповідає тому, яке було дане К. Поппером: науковий закон встановлюється таким чином, щоб забезпечити можливість його фальсифікації. М. Маклуен добре розумів, що прийде час, коли сприйняття його законів зміниться, а до його теорій будуть ставитись як до застарілих.

## Вплив
Праці Маршалла Маклуена мали значний і різносторонній вплив в науці, культурі, філософії. Так, в кінематографі сліди його ідей найбільш чітко проявилися в творчості Девіда Кроненберга і особливо у фільмі «Відеодром». В 1977 Маклуен зіграв самого себе у фільмі Вуді Аллена «Енні Голл». В художній літературі послідовників Маклуена також немало, особливо серед представників кіберпанку. В науковій спільноті Маклуен, поряд з Гарольдом Іннісом, розглядається як засновник «медіумної теорії» в області соціології масових комунікацій. В області філософії ідеї Маклуена знаходяться в одному руслі з течією постмодернізму.

## Деякі вислови про Маршалла Маклуена
- Письменник і публіцист Том Вулф передбачив, що Маклуен, можливо, найбільш значущий мислитель з часів Ньютона, Дарвіна, Фрейда, Ейнштейна і Павлова.
- Колишній прем'єр-міністр Канади П'єр Трюдо, який зустрічався з Маклуеном, сказав: «Я думаю, що у нього була геніальна інтуїція».
- Дослідник глобальних інфокомунікацій Мануель Кастельс відводив Маклуену місце «великого провидця, який … революціонував розуміння сприйняття і мислення в сфері комунікацій».

## Фільми про Маршалла Маклуена
- Пробудження Маклуена (McLuhan's Wake), реж. Кевін Макмехон
- Азбука Маршалла Маклуена (Marshall McLuhan's ABC), реж. Девід Соубельман
- Дослідження Маклуена (The McLuhan Probes) реж. Девід Соубельман
- Поза орбітою (Out Of Orbit) реж. Карл Бессе

## Цікаві факти
- Оксфордський словник англійської мови містить 346 повідомлень на Маклуена
- В 1989 році, тобто дев'ять років після його смерті, виходить книга «Глобальне село» (в співавторстві з Брюсом Пауерсом).
- В 1995 році опубліковано e-mail «інтерв'ю» з Маклуеном в журналі Wired.

### Англійською мовою

#### Видання
- McLuhan M. The Mechanical Bride: Folklore of Industrial Man. — N.Y. : The Vanguard Press, 1951.
- McLuhan M. The Gutenberg Galaxy: The Making of Typographic Man. — Toronto : Univ. of Toronto Press, 1962.
- McLuhan M. Understanding Media: The Extensions of Man. — N.Y. : McGraw Hill. — 1964 с.
- McLuhan M., Fiore Q. The Medium is the Massage: An Inventory of Effects. — N.Y. : Random House, 1967.
- McLuhan M., Fiore Q. War and Peace in the Global Village. — N.Y. : Bantam, 1968.
- McLuhan M., Parker H. Through the Vanishing Point: Space in Poetry and Painting. — N.Y. : Harper & Row, 1968.
- McLuhan M. Culture is Our Business. — N.Y. : McGraw Hill, 1970.
- McLuhan M., Watson W. From Cliche to Archetype. — N.Y. : Viking, 1970.
- McLuhan M., Hutchon K., McLuhan E. City as Classroom: Understanding Language and Media. The Book Society of Canada Limited. — 1977.

#### Відео на YouTube

##### Виступ Маршалла Маклуена в Університеті Джона Хопкінса
- Marshall McLuhan at Johns Hopkins University Part 1/5 на YouTube
- Marshall McLuhan at Johns Hopkins University Part 2/5 на YouTube
- Marshall McLuhan at Johns Hopkins University Part 3/5 на YouTube
- Marshall McLuhan at Johns Hopkins University Part 4/5 на YouTube
- Marshall McLuhan at Johns Hopkins University Part 5/5 на YouTube

##### Записи виступів
- Marshall McLuhan - Address to Author's Luncheon - 1 of 4 на YouTube
- Marshall McLuhan - Address to Author's Luncheon - 2 of 4 на YouTube
- Marshall McLuhan - Address to Author's Luncheon - 3 of 4 на YouTube
- Marshall McLuhan - Address to Author's Luncheon - 4 of 4 на YouTube

##### Запис аудіокниги The Medium is the Massage
- The Medium is the Massage Part 1 - Marshall McLuhan, Quentin Fiore & Jerome Agel 1967 на YouTube
- The Medium is the Massage Part 2 - Marshall McLuhan, Quentin Fiore & Jerome Agel 1967 на YouTube

##### Інтерв'ю
- Marshall McLuhan - Take 30 - 04-01-1965 - McLuhan Predicts 'World Connectivity' на YouTube
- Fr. Patrick Peyton Interviews Marshall McLuhan, part 1 на YouTube
- Fr. Patrick Peyton Interviews Marshall McLuhan, part 2 на YouTube
- Fr. Patrick Peyton Interviews Marshall McLuhan, part 3 на YouTube
- Herbert Marshall McLuhan @ CBC 1967 на YouTube
- Marshall McLuhan on the TODAY Show на YouTube
- Norman Mailer and Marshall McLuhan on CBC in 1968 - Part 1 на YouTube
- Norman Mailer and Marshall McLuhan on CBC in 1968 - Part 2 на YouTube
- Norman Mailer and Marshall McLuhan on CBC in 1968 - Part 3 на YouTube

##### Пов'язані відео
- Marshall McLuhan - The World is a Global Village (CBC TV) на YouTube

### Російською мовою
- Маклюэн М. Галактика Гутенберга: Становление человека печатающего. — М. : Фонд «Мир», Академический Проект, 2005.
- Маклюэн М. Понимание медиа: внешние расширения человека. — М. : Канон-Пресс/Кучково поле, 2003.
- Маклюэн М. Пресса: управление посредством утечки информации // Отечественные записки. — Вип. № 4/2003. Архівовано з джерела 15 квітня 2009. Процитовано 10 травня 2009.
- Маклуэн М. С появлением Спутника планета стала глобальным театром, в котором нет зрителей, а есть только актеры, Пер. В. П. Терин // Кентавр. — Вип. № 1/1994. Архівовано з джерела 25 вересня 2009. Процитовано 14 вересня 2010.
- Маклуэн М. Телевидение. Робкий гигант. (Пер. Григорьєва-Аркадьєва) // Современные проблемы личности. — Вип. №1/2001. — С. 138—148. Архівовано з джерела 13 лютого 2010. Процитовано 14 вересня 2010.

### Англійською мовою
- Gordon T.W. Marshall McLuhan: Escape into Understanding: A Biography. — Toronto : Basic Books, 1997.
- Levinson P. Digital McLuhan: A Guide to the Information Millennium. — N.Y. : Routledge, 1999.
- Marchand P. Marshall McLuhan: The Medium and the Messenger. — Cambridge : MIT Press, 1998.
- Meyrowitz J. Medium Theory//Communication Theory Today / Ed. by David Crowley and David Mitchell. — Stanford : Stanford University Press, 1994.
- Miller J. Marshall McLuhan. — N.Y. : Viking Press, 1971.

### Російською мовою
- Вулф Г. Мудрость Св. Маршалла, Священного Глупца // Русский журнал. — 2001. — 19 квітня. Архівовано з джерела 9 червня 2011. Процитовано 10 травня 2009.
- Гаков В. Рыцарь медийного образа // Коммерсант-Деньги. — 2001. — Вип. № 28 (18 липня). Архівовано з джерела 4 березня 2008. Процитовано 10 травня 2009.
- Засурский И. Продолжение человека // Независимая газета. — 2004. — 17 вересня. Архівовано з джерела 24 жовтня 2008. Процитовано 10 травня 2009.
- Козлова Н. Н. Критика концепции «массовой культуры» Маршалла Маклюэна. — Автореф. дис. на соискание уч. степени кандидата философских наук. — М. : Изд-во Моск.ун-та, 1976.
- Козлова Н. Маклюэн: контексты мифа // Пушкин.. — Вип. № 5(11)/1998 (1 липня). Архівовано з джерела 8 жовтня 2006. Процитовано 10 травня 2009.
- Мадисон А. Маршалл Маклюэн и информационные войны // СМИ.ru. — 2000. — 14 квітня. Архівовано з джерела 20 жовтня 2004. Процитовано 10 травня 2009.
- Николаев В. Герберт Маршалл Маклюэн и его книга «Понимание средств коммуникации» // Отечественные записки. — Вип. № 4/2003. Архівовано з джерела 16 липня 2009. Процитовано 10 травня 2009.
- Терин В. П. Вспоминая Маршалла Маклуэна. Архівовано з джерела 4 березня 2016. Процитовано 10 травня 2009.
- Терин В. П. Массовая коммуникация. Исследование опыта Запада. — друге. — М., 2000.
- Уитцель М. Человек, который видел будущее // Элитариум (www.elitarium.ru). Архівовано з джерела 6 грудня 2008. Процитовано 10 травня 2009.
- Царёв В. Ю. Социально-культурные основания «маклюэнизма». — Автореф. дис. на соискание уч. степени кандидата философских наук. — М., 1989.

### Українською мовою
- Мак-Люен, Маршалл. Галактика Гутенберга: становлення людини друкованої книги / М. Мак-Люен ; пер. з англ. В. І. Постнікова, С. В. Єфремова. — К. : Ніка-Центр, 2001. — 464 с. — (Серія «Зміна парадигми»)
- Мак-Люен, Маршалл. Галактика Ґутенберґа: становлення людини друкованої книги / М. Мак-Люен ; пер. з англ. А. А. Галушки, В. І. Постнікова. — К. : Ніка-Центр, 2015. — 388 с. — (Серія «Зміна парадигми»)